# Johann George Meusel
Johann George Meusel (Eyrichshof, 17 de marzo de 1743 - Erlangen, 19 de septiembre de 1820) fue un erudito, historiador y lexicógrafo alemán del XVIII, cuya obra histórica, en lo referente a la cultura alemana sigue siendo imprescindible en especial sus textos "Guía para la historia de la sabiduría" de 1799-1800 y su "Diccionario de los escritores alemanes muertos de 1750 a 1800" publicado entre 1802 y 1816.